# Formatie van Hastière
De Formatie van Hastière is een geologische formatie in de ondergrond van België. De formatie komt uit het Carboon en bestaat voornamelijk uit donkere crinoïdenrijke kalksteen, op sommige plekken afgewisseld met lagen schalie. De formatie is rijk aan mariene fossielen.
De Formatie van Hastière is genoemd naar de plaats Hastière in de provincie Namen. Ze komt vrijwel overal voor waar de bekkens uit het Carboon in de Ardennen aan het oppervlak liggen.

## Lithologische beschrijving
De Formatie van Hastière bestaat grotendeels uit lagen donkere, crinoïdenrijke kalksteen afgewisseld met kalkrijke schalie met een duidelijke splijting. De formatie wordt ingedeeld in drie leden (α, β en γ). Het onderste lid (α) bevat meer schalielagen, zodat de splijting beter ontwikkeld is. Het middelste lid (β) bestaat daarentegen uit massievere donkere kalksteenbanken. In het bovenste lid (γ) komen weer meer schalielagen voor.
In het Synclinorium van Dinant is de Formatie van Hastière ongeveer 25 tot 30 meter dik. In het Synclinorium van Verviers is de dikte slechts 7,25 meter.

## Stratigrafie en voorkomen
De Formatie van Hastière behoort tot het Hastariaan, de onderste subetage in het Tournaisiaan. De formatie is daarmee het begin van het Carboon in de Ardennen, ongeveer 358 miljoen jaar oud. Ze ligt in het Synclinorium van Dinant boven op de Formatie van Ciney (kalkige zandsteen uit het Famenniaan). In het westen van het Synclinorium van Dinant wordt de formatie bij de Groep van Anseremme gerekend. 
De Formatie van Hastière komt ook voor langs de zuidelijke flank van het Synclinorium van Namen, waar ze boven op de Formatie van Bois des Mouches ligt (glimmerrijke zandsteen en siltsteen uit het Famenniaan).
In het Synclinorium van Verviers deelt men de Formatie van Hastière in bij de Groep van Bilstain. De formatie ligt in dit gebied boven op de Formatie van Dolhain (voornamelijk crinoïdenkalksteen uit het Famenniaan). 
In al deze gebieden ligt boven op de Formatie van Hastière de Formatie van Pont d'Arcole (schalies uit het Hastariaan).